# Božena Srncová
Božena Srncová (Praga, Checoslovaquia, 11 de junio de 1925-Semily, República Checa, 30 de noviembre de 1997) fue una gimnasta artística checoslovaca, campeona olímpica en Londres 1948 en el concurso por equipos.

## Carrera deportiva
En las Olimpiadas celebradas en Londres en 1948 consigue junto con su equipo el oro en el concurso grupal, quedando por delante de las gimnastas húngaras y las estadounidenses, y siendo sus compañeras de equipo: Zdeňka Honsová, Marie Kovářová, Miloslava Misáková, Milena Müllerová, Věra Růžičkova, Olga Šilhánová y Zdeňka Veřmiřovská.
En las Olimpiadas de Helsinki 1952 logra el bronce junto con su equipo, quedando en el podio tras las soviéticas y húngaras, y siendo sus compañeras de equipo en esta ocasión: Hana Bobková, Jana Rabasová, Alena Chadimová, Matylda Šínová, Alena Reichová, Věra Vančurová y Eva Věchtová.